# 俯视图
鳥瞰（英語：Bird's-eye view），也叫鳥瞰圖、頂視圖、上視圖、下視圖，是由物體上方，向下做正投影得到的視圖。常用於航照圖等地方。與之相反的稱為蟲瞻圖。

## 範例圖片

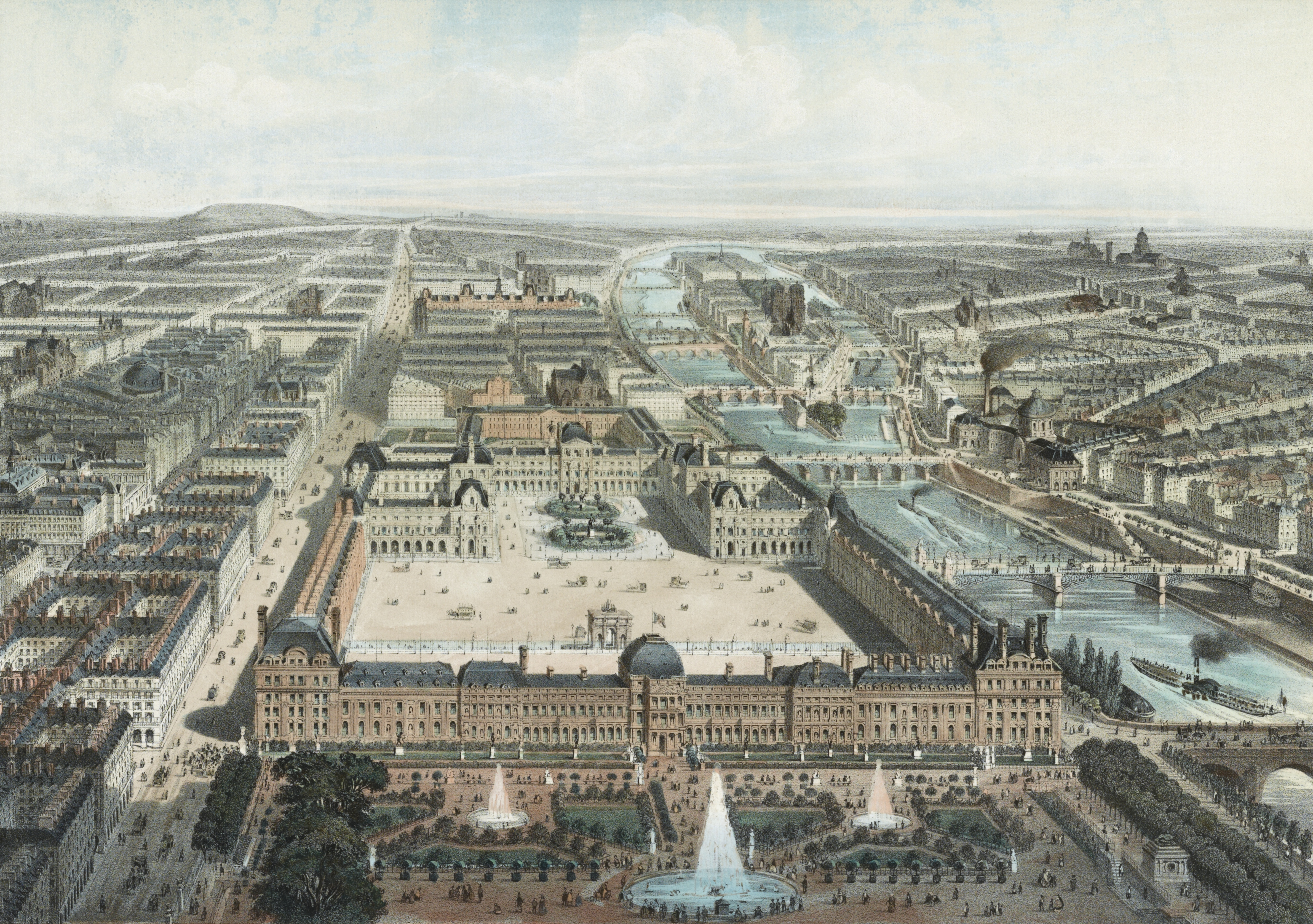
巴黎俯視圖畫作（1850年）
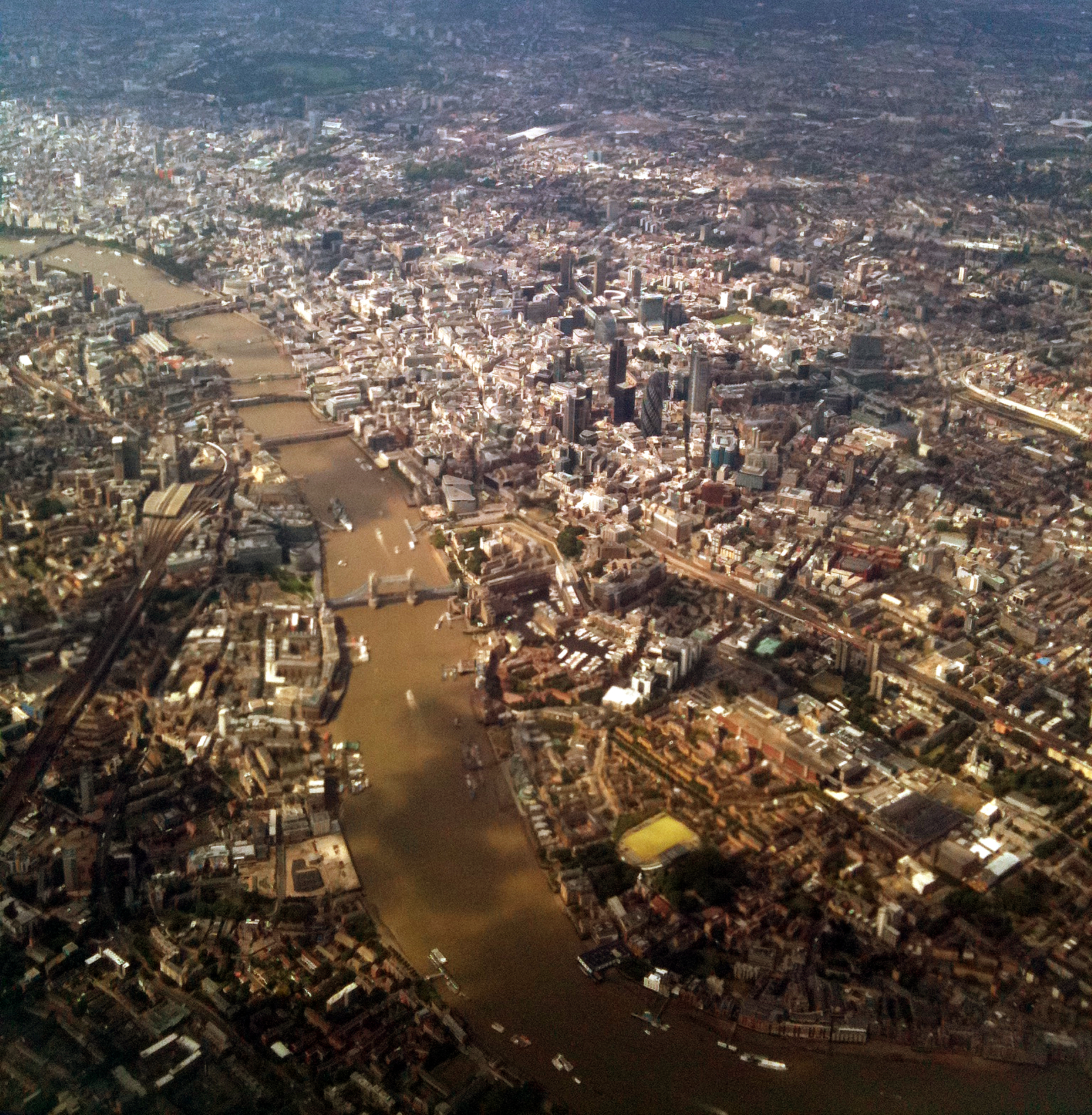
倫敦市中心
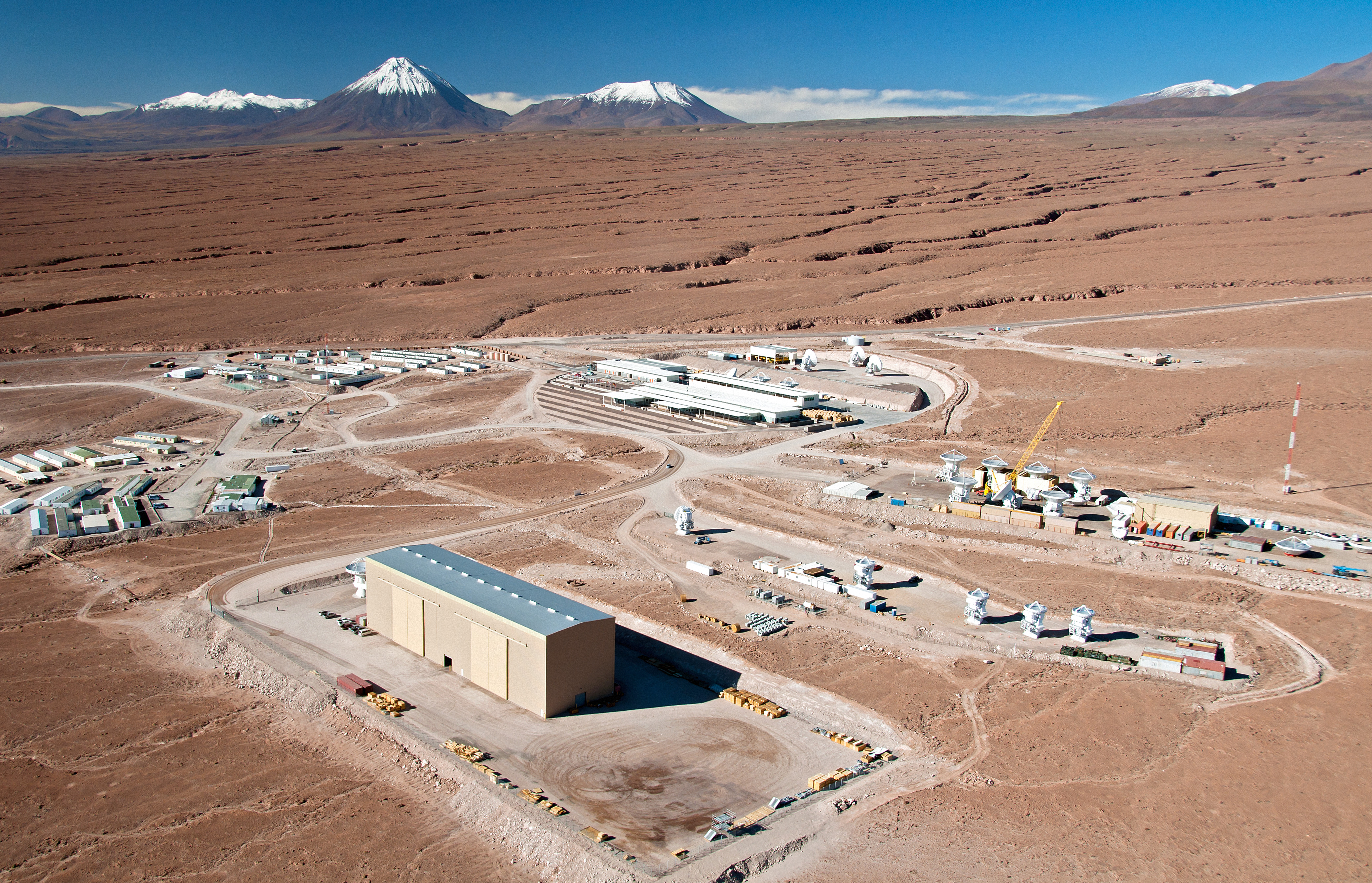
飛越阿塔卡馬大型毫米波/次毫米波陣列上方
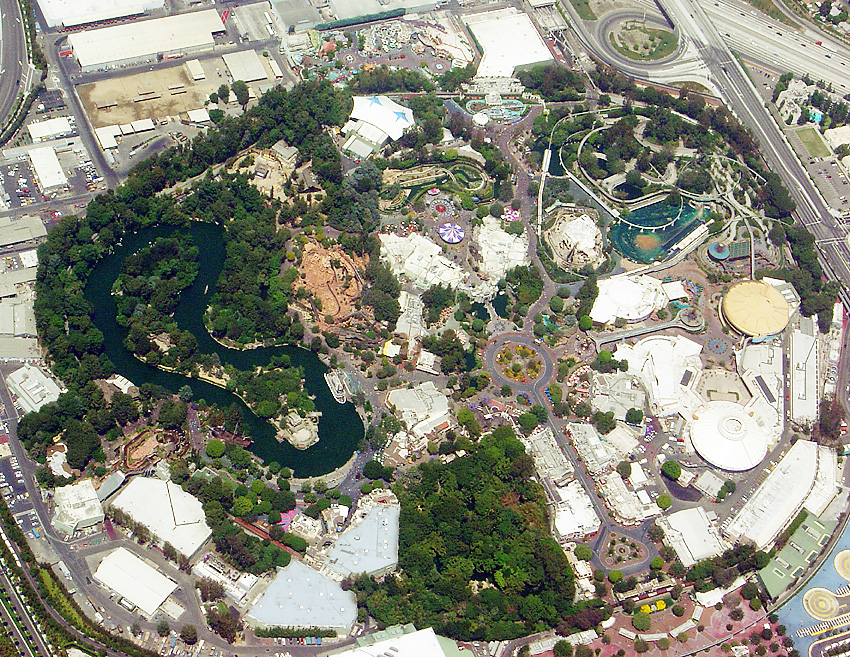
美國迪士尼樂園（2004年）
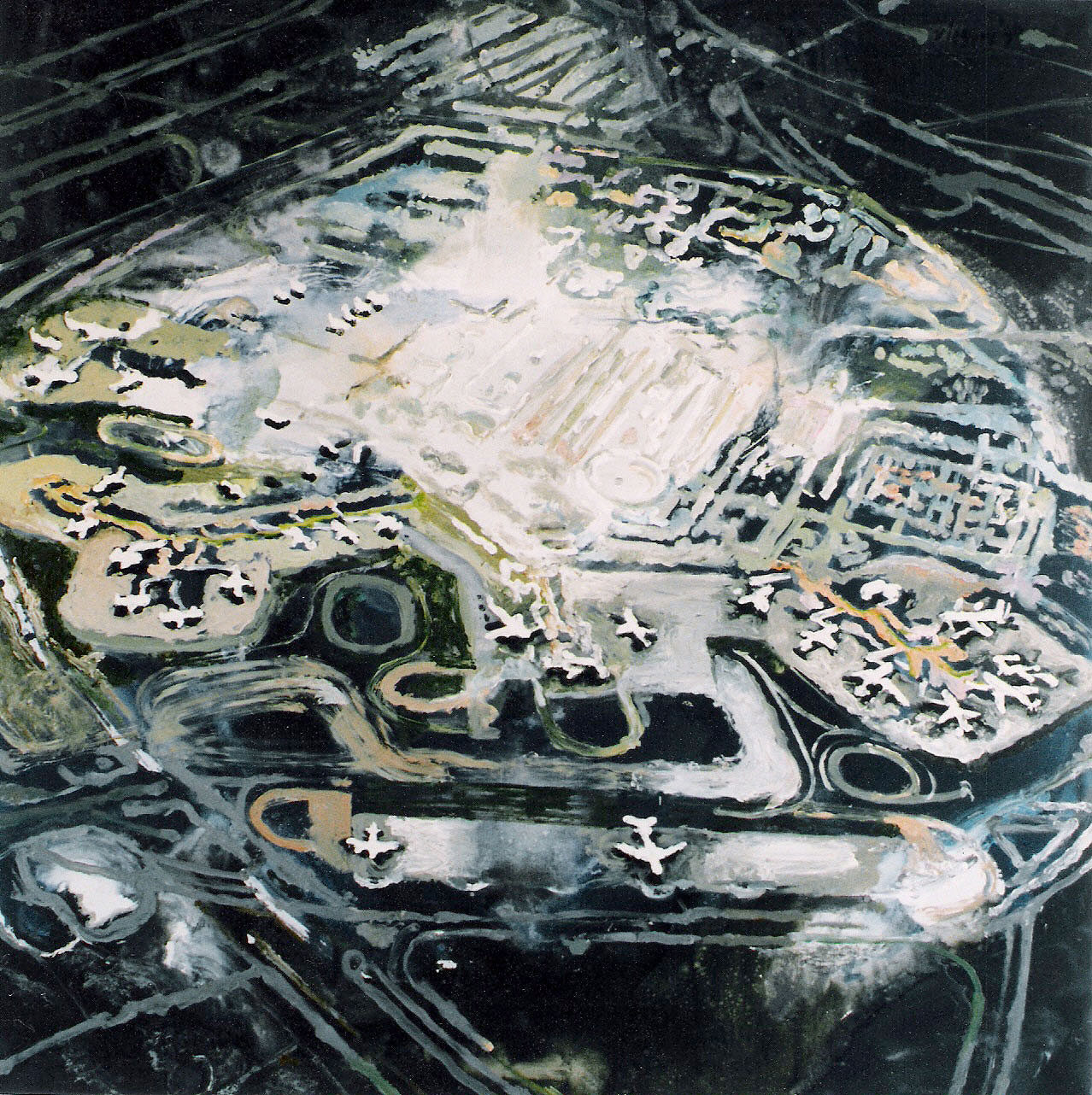
描繪阿姆斯特丹史基浦機場的畫作